# Championnat du Paraguay de football 1918
Navigation
Édition précédente Édition suivante
La 12e édition du championnat du Paraguay de football est remportée par le Club Cerro Porteño. C’est le troisième titre de champion du club. Cerro Porteño l’emporte Club Nacional après deux matchs de barrage destinés à départager les deux clubs arrivés ex aequo à la fin du championnat. Club Olimpia complète le podium. 
Comme souvent pour les saisons du championnat amateur, les résultats complets ne sont pas connus. Cette fois seuls trois scores ont été conservés.
La deuxième division est remportée par Sastre Sport, permettant au club d’être promu dans l’élite. Le dernier du championnat Club Sol de América doit lui disputer un barrage contre le deuxième de deuxième division, Vencedor, pour se maintenir en première division. Le match a lieu en 1919 juste avant le commencement de la nouvelle saison. Sol de América l’emporte 5-2 et se maintient en première division.

## Les clubs de l'édition 1918
| \| Asuncion: · Olimpia · Nacional · Sol de América · Guaraní · Cerro Porteño · River Plate · Mariscal López · Marte Atlético · Atlántida Asuncion \| Localisation des clubs engagés dans le championnat. |
| Asuncion: · Olimpia · Nacional · Sol de América · Guaraní · Cerro Porteño · River Plate · Mariscal López · Marte Atlético · Atlántida Asuncion                                                           |

| Club                 | Stade | Capacité | Ville    |
| -------------------- | ----- | -------- | -------- |
| Atlántida Sport Club | -     | -        | Asuncion |
| Club Cerro Porteño   | -     | -        | Asuncion |
| Club Guaraní         | -     | -        | Asuncion |
| Club Libertad        | -     | -        | Asuncion |
| Marte Atlético       | -     | -        | Asuncion |
| Club Nacional        | -     | -        | Asuncion |
| Club Olimpia         | -     | -        | Asuncion |
| Club River Plate     | -     | -        | Asuncion |
| Club Sol de América  | -     | -        | Asuncion |

## Compétition

### Classement
| Rang | Équipe               | Pts | J  | G | N | P | Bp | Bc | Diff |
| ---- | -------------------- | --- | -- | - | - | - | -- | -- | ---- |
| 1    | Club Cerro Porteño   | 21  | 16 | . | . | . | .  | .  | 0    |
| 2    | Club Nacional        | 21  | 16 | . | . | . | .  | .  | 0    |
| 3    | Club Olimpia         | 18  | 16 | . | . | . | .  | .  | 0    |
| 4    | Club River Plate     | 17  | 16 | . | . | . | .  | .  | 0    |
| 5    | Club Guaraní         | 16  | 16 | . | . | . | .  | .  | 0    |
| 6    | Club Libertad        | 16  | 16 | . | . | . | .  | .  | 0    |
| 7    | Marte Atlético       | 16  | 14 | . | . | . | .  | .  | 0    |
| 8    | Atlántida Sport Club | 11  | 16 | . | . | . | .  | .  | 0    |
| 9    | Club Sol de América  | 10  | 16 | . | . | . | .  | .  | 0    |

| Légende : Qualifications et relégations | Légende : Qualifications et relégations |
| --------------------------------------- | --------------------------------------- |
|                                         | Champion du Paraguay                    |
|                                         | Relégation en deuxième division         |
|                                         | (T) : Tenant du titre (P) : Promus      |

### Barrage pour le titre de champion
| match d'appui    | Club Cerro Porteño | 1-2 | Club Nacional                                   |  |  |
| 10 novembre 1918 | Lázaro Avila       |     | Faustino Casado 83e, Escalada (en prolongation) |  |  |

Le match d’appui pour le titre est interrompu à la 105e minute. Le match est ajourné. Il n’est terminé que le 12 janvier 1919 à cause de l’épidémie de grippe espagnole. Le match est alors disputé pour les 15 minutes manquantes. 
| fin du match d'appui | Club Cerro Porteño | 2-2 | Club Nacional |  |  |
| 12 janvier 1919      | Lázaro Avila       |     |               |  |  |

Comme Cerro Porteño réussi à égaliser, le match est une nouvelle fois donné à rejouer
| deuxième match d'appui | Club Cerro Porteño | 1-1 | Club Nacional     |  |  |
| Janvier 1919           | ?                  |     | Clemente Ferreira |  |  |

Un troisième match d’appui est organisé. Alors que le Nacional mène par deux buts à zéro à la 70e minute, Cerro Porteño marque quatre buts dans les vingt dernières minutes du match et s’empare de son troisième titre de champion du Paraguay.
| troisième match d'appui | Club Cerro Porteño | 4-2 | Club Nacional |  |
| Janvier 1919            |                    |     |               |  |

## Bilan de la saison
| Championnat du Paraguay de football 1918                             |                               |
| Champion                                                             | Club Cerro Porteño (3e titre) |
| Promotions et relégations                                            |                               |
| Promus en Primera División                                           | Sastre Sport                  |
| Relégués en Championnat du Paraguay de football de deuxième division | Aucun                         |